# 乙女ユニオン結成!麻衣とゆいのユグドラジオ
『乙女ユニオン結成!麻衣とゆいのユグドラジオ』（おとめユニオンけっせい!まいとゆいのユグドラジオ）は、PlayStation Portable (PSP) 用に移植されたゲームソフト『ユグドラ・ユニオン』のプロモーションを目的としたインターネットラジオ番組。

## 概要
前述の通り、『ユグドラ・ユニオン』のプロモーションを目的としたインターネットラジオ番組であり、2008年1月24日のゲーム発売日前後に4回ずつ合計8回配信された。パーソナリティは、ゲームキャラクターの声を演じた声優が務めた。
配信期間2007年12月21日 - 2008年2月15日
配信日毎週金曜日
配信サイト音泉
パーソナリティ中原麻衣（ユグドラ役）、榊原ゆい（キリエ役）

## 内容
ゲームのプロモーション番組であるため、ゲーム仕立てもしくはゲームのキャラクターにちなんだコーナーで構成され、おおむね以下の順で進行した。
1. オープニングトーク
2. フリーカードバトル
3. 士気折々
4. 寄らば、斬ります!
5. 士気折々
6. へるぷみー、キリエ
7. 士気折々
8. 1ターン
9. エンディングトーク

## コーナー
フリーカードバトル
フリートークのお題をリスナーから募集してカードにし、引いたカードにしたがってフリートークを行う。「ターンエンド」というカードも用意され、それを引いた時点で終了となる。
「ものまね」や「口笛」のようなカードを引いた場合、トークでなく実演するよう指示が出され、パーソナリティはしぶしぶ従った。また、正月やバレンタインデーの際には「お年玉」や「チョコ」カードが加えられ、引いた者にはそれらが与えられた。ゲストがいる回にはゲスト名を書いたカードが加えられ、ゲストはそのカードが引かれるまで収録ブースへ入室できなかった。
第1回にケーキが食べられる「ケーキ」カードがあったことから、中原が以降の回でも何らかの食べ物に関するカードを要求した。その結果白紙カードが提供され、肉料理が書かれたカードが加えられることがあった。また、「好きなカードを一枚増やす」カードを引いたことにより白紙カードが提供されたこともあった。その際榊原が記入して加えられた「馬刺し」カードは、白紙カード由来で唯一引き当てられたカードとなった。
第5回は、リスナーの投稿した「ターンエンド」により終了した。
寄らば、斬ります!
接近する者をすべて斬ろうとするユグドラへの接近を試みるコーナー。ユグドラに対して話しかける内容のメールを募集し、投稿メールを読むという形で接近を試みる。斬られることなく最後まで読み終えれば成功となる。
ゲストがいる回などでは、メールを読む以前に斬りつけられ、ゲストとのトーク時間を稼ぐこともあった。
へるぷみー、キリエ
お助けキャラとして現れるキリエにちなみ、絶体絶命の状況をリスナーから募集して対処法を考える。パーソナリティ二人が納得する方法を見つけ出せれば救出成功となる。
1ターン
時間の単位にターンを用いて、様々なことが何ターンでできるかを募集する。
1ターンの長さはリスナーが自由に設定し、最短で1秒、最長で10億年であった。
士気折々
士気が上がるもしくは下がる事柄を募集して一言コメントする。1回10秒に満たないミニコーナーで、他のコーナーのつなぎの役割を果たしていた。

## ゲスト
ゲストはオープニングトークで名前だけ紹介されるが、フリーカードバトルのコーナーでカードを引かれるまで登場できなかった。ゲストが1名の場合は、姓名それぞれのカードが用意され、両方が引かれてはじめてブースへの入室が許された。ゲストが2名の場合は、二人のカードがそれぞれ用意された。カードが引かれた方は入室が許されたが、もう一人のカードが引かれて二人が揃うまで声を発することはできなかった。
- 第3回 沢城みゆき（ミラノ役）
- 第5回 井上喜久子、re-in.Carnation ∞ YURIA（諸田英司DDとYURIA、番組エンディング曲担当）
- 第7回 私市淳（デュラン役）